# Samsung Galaxy S5 mini

Логотип Samsung Galaxy S5 Mini

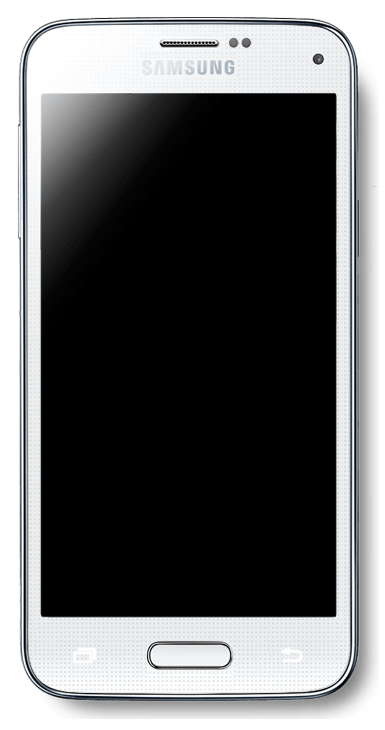
Samsung Galaxy S5 mini

Samsung Galaxy S5 Mini — это Android-смартфон, разработанный Samsung Electronics. Он был анонсирован в мае 2014 года и выпущен 1 июля 2014 года. Galaxy S5 Mini — это модель среднего класса флагманского смартфона Samsung Galaxy S5 и преемник Samsung Galaxy S4 Mini. Он конкурирует с HTC One Mini 2 и Sony Xperia Z1 Compact. Он имеет такой же дизайн и функции программного обеспечения, что и его высококлассный аналог Galaxy S5.

## Характеристики
В Galaxy S5 Mini используется почти идентичный вариант дизайна фурнитуры из перфорированной искусственной кожи из поликарбоната S5. Внутри он оснащён четырёхъядерным процессором Exynos 3 Quad 3470 с тактовой частотой 1,4 ГГц (для SM-G800F) или процессором Qualcomm Snapdragon 400 MSM8228 с одинаковой тактовой частотой (для SM-800A и SM-G800H) с 1,5 ГБ ОЗУ (из которых примерно 277 МБ зарезервировано для системы), 16 ГБ расширяемой памяти и 4,5-дюймовый (1280x720 пикселей) экран HD Super AMOLED с плотностью пикселей 326 PPI. S5 Mini также включает в себя 2,1-мегапиксельную фронтальную камеру и 8-мегапиксельную заднюю камеру с записью видео 1080p со скоростью 30 кадров в секунду.
Утверждается, что устройство водонепроницаемо, несмотря на открытый USB-порт для зарядки, в то время как USB-порт для зарядки Galaxy S5 должен быть закрыт крышкой для обеспечения защиты от воды.
Под экраном расположены три кнопки. Физическая кнопка «Домой» в центре содержит сканер отпечатков пальцев. Кнопки «Недавние приложения» (или «Недавние задачи») и «Назад» являются ёмкостными. Как и Galaxy S5, Galaxy S5 mini больше не имеет клавиши «Меню», как его предшественники. Он был заменён клавишей Недавние задачи.
Galaxy S5 Mini поставляется с Android 4.4.2 Kitkat и программным обеспечением Samsung TouchWiz, которое включает почти все функции S5.
S5 Mini оснащён аккумулятором ёмкостью 2100 мАч с поддержкой NFC. Его программное обеспечение, как и S5, также содержит режим «Ультра энергосбережения» для дальнейшего увеличения срока службы батареи; при включении все второстепенные процессы отключаются, а экран переключается только на рендеринг белым на чёрном. Дополнительные функции энергоэффективности включают отслеживание огибающей R2 Semiconductor для повышения эффективности усилителя мощности, тем самым снижая тепловыделение и увеличивая срок службы батареи.